# 3-Methyl-3-penten-2-on
3-Methyl-3-penten-2-on ist eine chemische Verbindung aus der Gruppe der Ketone. Es gibt zwei Isomere:
- cis-3-Methyl-3-penten-2-on [Synonym: (Z)-3-Methyl-3-penten-2-on] und
- trans-3-Methyl-3-penten-2-on [Synonym: (E)-3-Methyl-3-penten-2-on].

## Gewinnung und Darstellung
Die Verbindung kann durch Reaktion von Acetaldehyd und Methylethylketon unter saurer Katalyse gewonnen werden.

## Eigenschaften
3-Methyl-3-penten-2-on ist eine farblose bis braune Flüssigkeit. Die Verbindung kann ein Dimer bilden.

## Verwendung
3-Methyl-3-penten-2-on wird als Zwischenprodukt zur Herstellung anderer chemischen Verbindungen (zum Beispiel als Schlüsselzwischenprodukt in der Synthese von holzigen Duftstoffen für Parfüm) verwendet.